# Begonia notiophila
Espèce
Begonia notiophila est une espèce de plantes de la famille des Begoniaceae.
L'espèce fait partie de la section Begonia.
Elle a été décrite en 1930 par Ignaz Urban (1848-1931).

## Répartition géographique
Cette espèce est originaire des pays suivants : République Dominicaine ; Haïti.